# Buccinasco

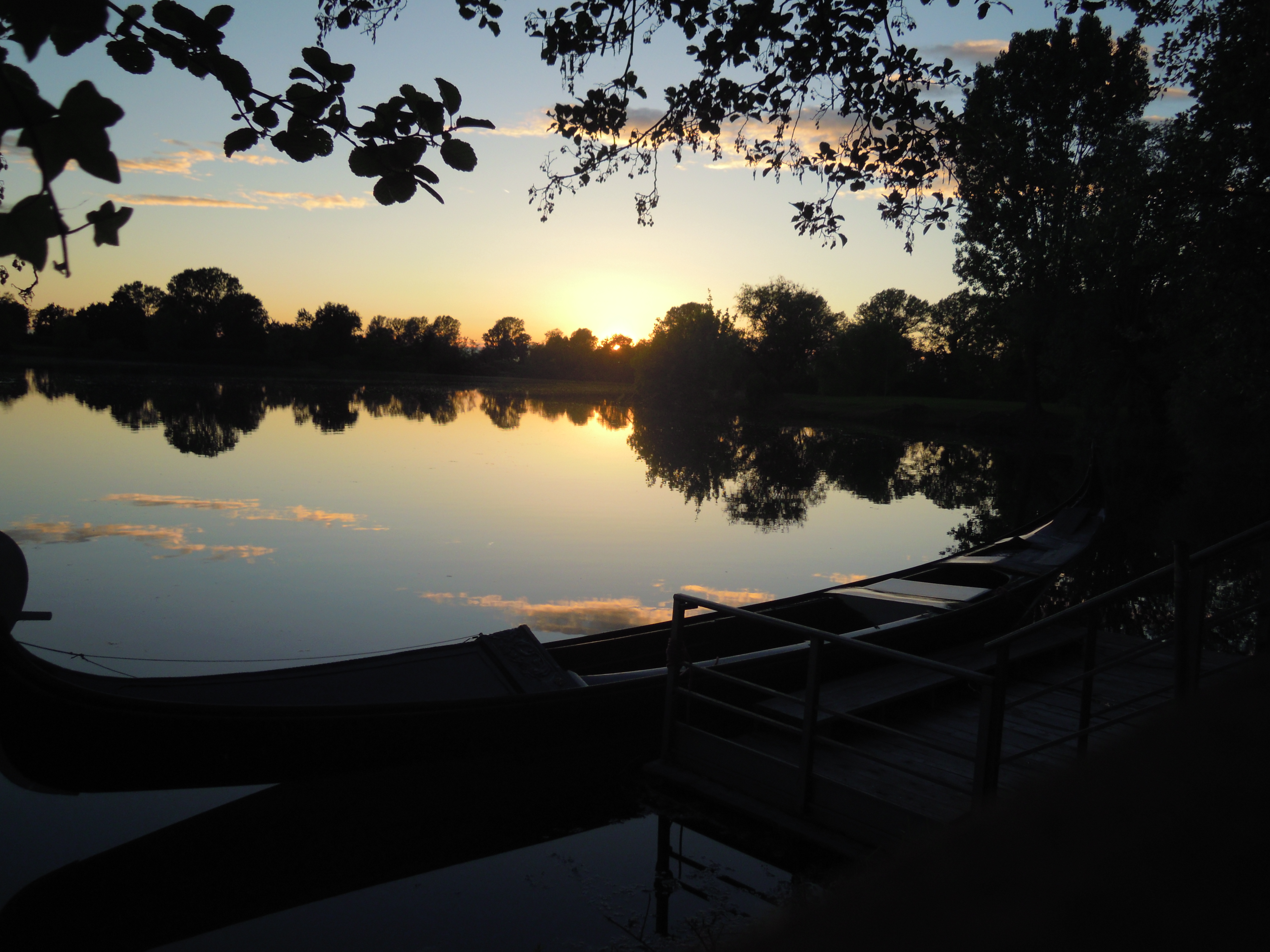
Foto scattata presso il lago Santa Maria durante il tramonto. È possibile vedere una gondola ormeggiata in riva

Buccinasco (Buccinasch in dialetto milanese, AFI: [bytʃiˈnask]) è un comune italiano di 26 424 abitanti della città metropolitana di Milano in Lombardia.

## Origini del nome
Il nome nascerebbe da buccin, a sua volta derivato dal latino bucina (cioè "canale", "fossato" o "condotta di acquedotto"), con il suffisso "asco", di origine ligure. Mostrerebbe dunque una zona ricca di corsi d'acqua; numerosi sono infatti i canali e le sorgenti.
Un tempo, nell'attuale paese, c'erano diversi borghi contadini (Buccinasco Castello, Romano Banco, Gudo Gambaredo).
Il nome "Romano Banco" potrebbe riferirsi alla presenza dei Romani nella zona, mentre "Gudo Gambaredo" potrebbe derivare dall'unione di actus (cioè "pungente") con gambero e significare, quindi, "gambero che pizzica".

## Storia
È probabile che vi fosse un antico insediamento in epoca etrusca, intorno al 300-600 a.C.
Il primo testo in cui si trova il nome Buccinasco è il Liber notitiae Sanctorum Mediolani, redatto intorno al 1290 da Goffredo da Bussero. Nella suddivisione medievale in pievi del territorio milanese, Buccinasco apparteneva alla pieve di Cesano Boscone.
Buccinasco ottenne l'autonomia definitiva tra il 1322 e il 1447.
Il nucleo centrale e storico del comune è Buccinasco Castello (o semplicemente Buccinasco).
A esso furono inglobati nel 1841 i comuni di Rovido, Romanobanco e Gudo Gambaredo.
Nel 1870 gli furono inglobati anche i comuni di Grancino e Ronchetto sul Naviglio. Quest'ultimo venne scorporato e annesso a Milano nel 1923.
Tutti questi comuni erano in realtà villaggi rurali di poche centinaia d'abitanti, legati da un’unica parrocchia.
Poco dopo l'Unità, nel 1866, il comune di Buccinasco aveva, ai confini dell'epoca, 924 abitanti così ripartiti: Buccinasco Castello 192, Gudo Gambaredo 193, Romano Banco 165, Rovido 135, cascine sparse 239. I comuni di Grancino e Ronchetto sul Naviglio, prossimi all'annessione, avevano circa 150 abitanti ciascuno compresi quelli delle cascine sparse.
Nel 1905 nacque la prima fabbrica: la Meucci. Essa produceva sciroppi, liquori e gelati. Rimarrà l'unica fabbrica del paese per circa 50 anni.
Fino alla metà del Novecento Buccinasco è stato un comune prettamente agricolo costituito da tre villaggi principali: Buccinasco Castello, Romano Banco e Gudo Gambaredo. Di questi il nucleo storico di Buccinasco è il primo borgo. Tali borgate agricole erano immerse in aperta campagna. Numerose erano anche le cascine, molte delle quali sono attive tuttora.
Nel 1923 la frazione di Ronchetto sul Naviglio venne distaccata dal comune e aggregata a Milano.
A partire dagli anni Sessanta, Buccinasco Castello si è trasformato da nucleo e centro storico del comune a cui esso stesso dà il nome, a frazione del medesimo. Ciò è avvenuto perché la massiccia immigrazione ha fatto ingrandire e urbanizzare la frazione Romano Banco, facendola diventare il nucleo principale del comune e sede della Giunta e del Consiglio comunale, oltre che del Sindaco.
Nelle elezioni del 25 giugno 2017, Rino Pruiti (centrosinistra) è diventato sindaco di Buccinasco sconfiggendo il candidato di centrodestra Nicolò Licata al ballottaggio (51,69% vs 48,31%).

### 'Ndrangheta
Buccinasco, più precisamente la zona chiamata dagli abitanti "quartieri latini", è considerata la culla della 'Ndrangheta in Lombardia. Nel 2008 la direzione distrettuale antimafia di Milano ha documentato attraverso l'inchiesta Cerberus il monopolio dei clan Barbaro-Papalia nell'area di Buccinasco, Assago e Corsico.

### Simboli
Lo stemma, utilizzato dal Comune anche se privo di concessione ufficiale, si può blasonare:
Le fasce orizzontali di colore azzurro che attraversano il campo argento dello scudo, simboleggiano i due navigli (Naviglio Pavese e Naviglio Grande), in mezzo ai quali viene evidenziata la sagoma di un castello di smalto rosso, aperto, murato di nero e merlato alla ghibellina raffigurante in modo piuttosto palese il castello di Buccinasco.
Lo scudo è cinto lateralmente da due rami: uno di alloro e uno di quercia ed è sovrastato dalla corona di Comune.
Il gonfalone è un drappo partito di rosso e bianco.

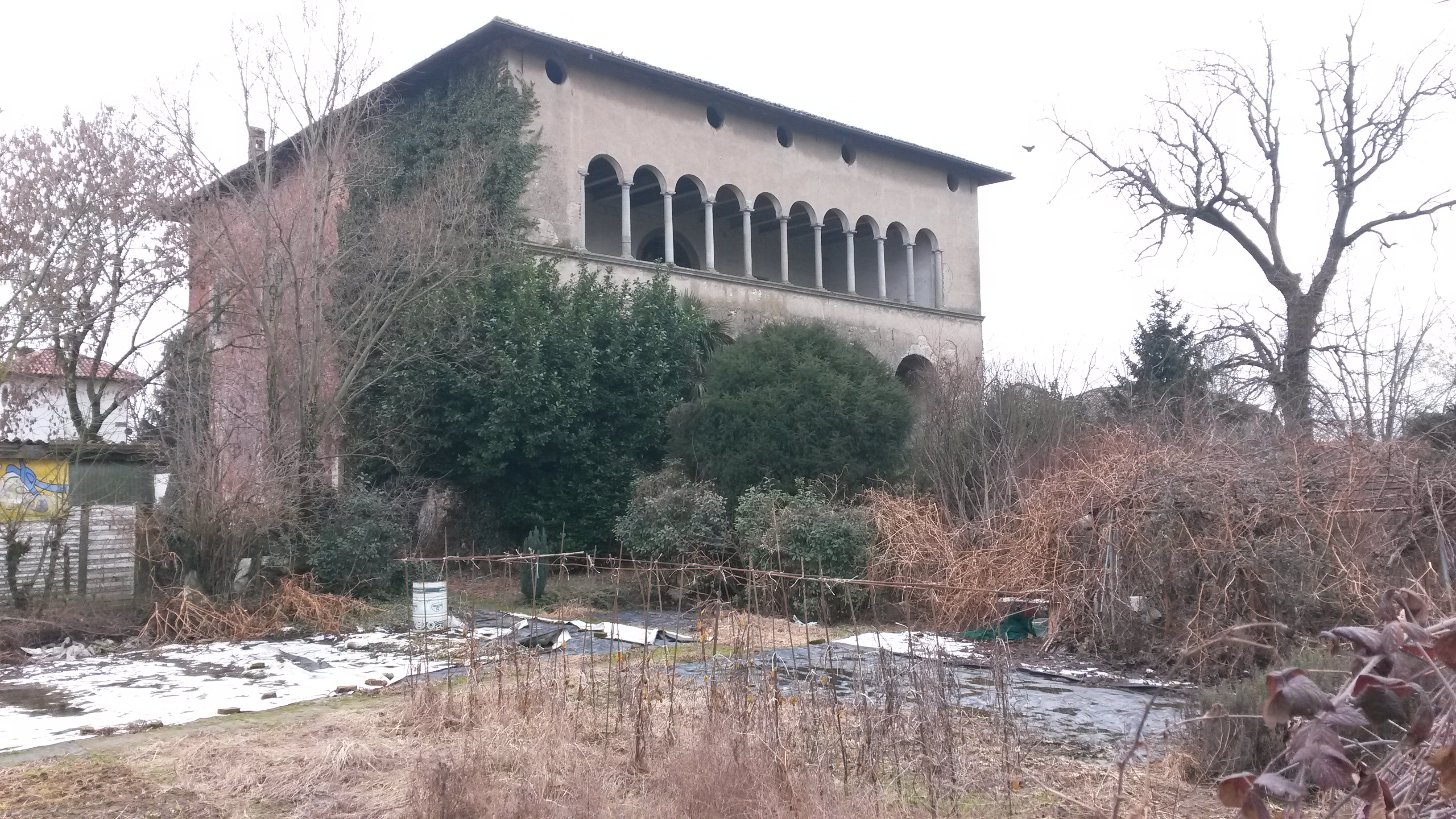
Castello di epoca sforzesca

## Monumenti e luoghi d'interesse
- Castello visconteo: il castello, costruito a fine Trecento, è stato ristrutturato nel Quattrocento-Cinquecento assumendo le nuove caratteristiche. Nel 1463 è attestata nel castello la presenza di Ludovico il Moro. Il castello visconteo si trova nella frazione di Buccinasco Castello a cui dà il nome.
- Villa Durini Borromeo: costruita nel Cinquecento. In origine era un antico convento che a partire dal 1670 divenne residenza di villeggiatura della famiglia aristocratica milanese dei Durini. È stata ristrutturata nel 1970. È situata in zona Robarello e s'affaccia sul Naviglio Grande.
- Chiesa San Gervaso e Protasio: è situata a Romano Banco.
- Chiesa di San Biagio chiamata comunemente "La Chiesetta": è situata a Romano Banco (zona Grancino).
- Chiesetta della Beata Vergine Assunta (Chiesetta San Michele): è situata a Buccinasco Castello e risale al periodo compreso tra fine Quattrocento e inizio Cinquecento. In questa chiesetta c'è un affresco del 1480 che riproduce la Crocifissione. È probabile che l'autore dell'opera sia Zanetto Bugatto.

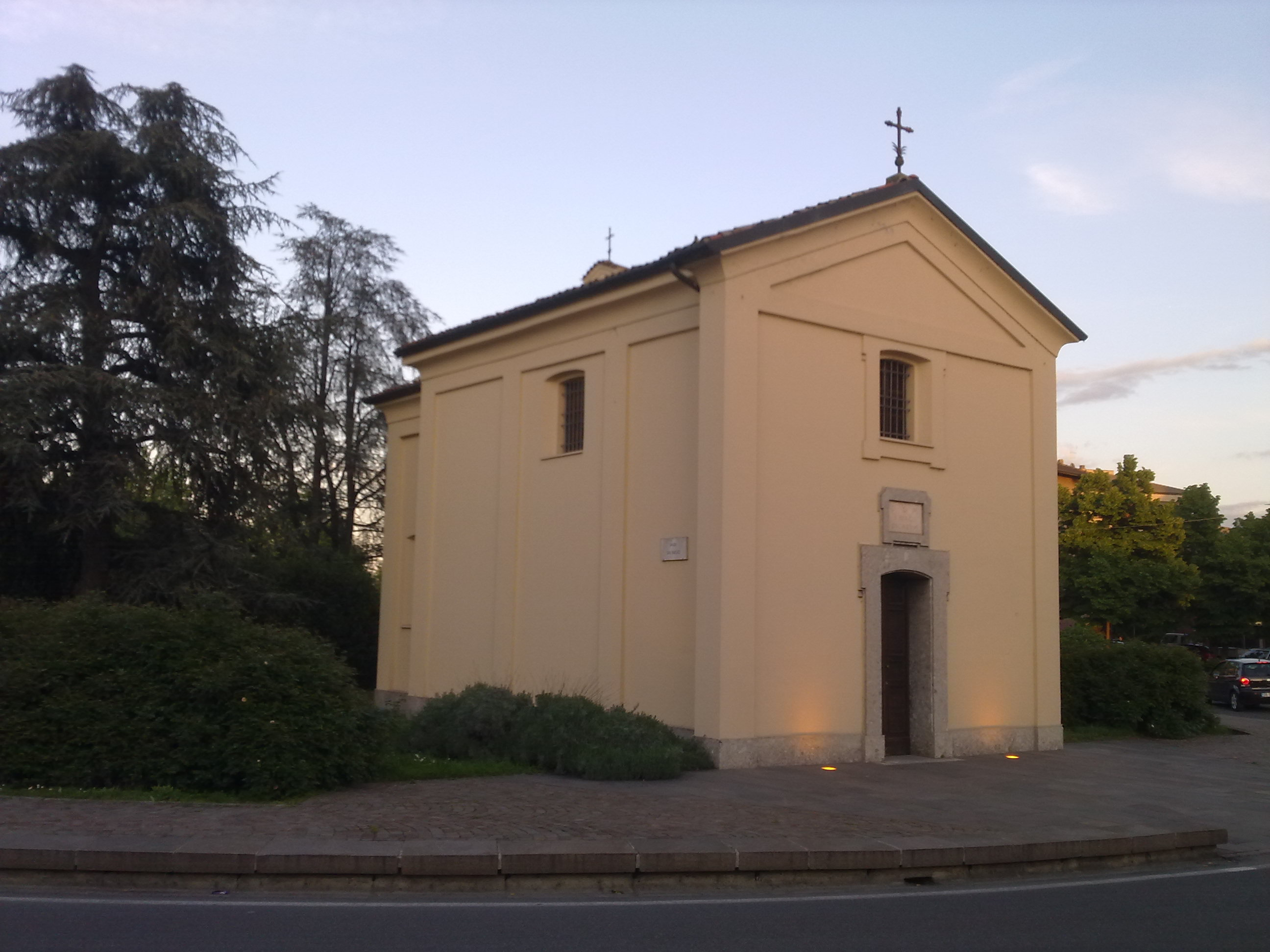
Chiesetta di San Biagio

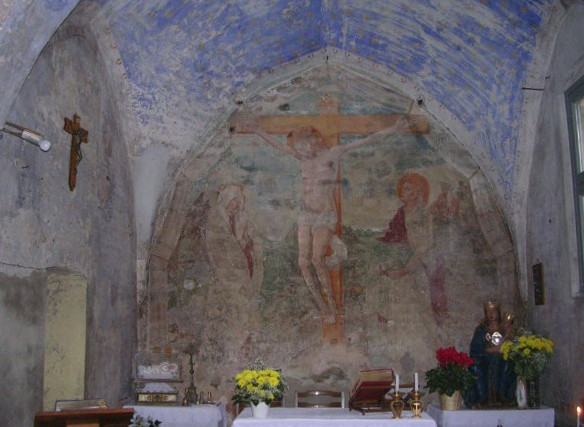
Affresco della Crocifissione, nella chiesa di Buccinasco Castello

### Cascine di Buccinasco
Buccinasco, data la sua storia agricola, è sempre stata molto ricca di mulini e cascine. Attualmente ve ne sono attive circa una decina, tra queste le più grosse e famose sono:

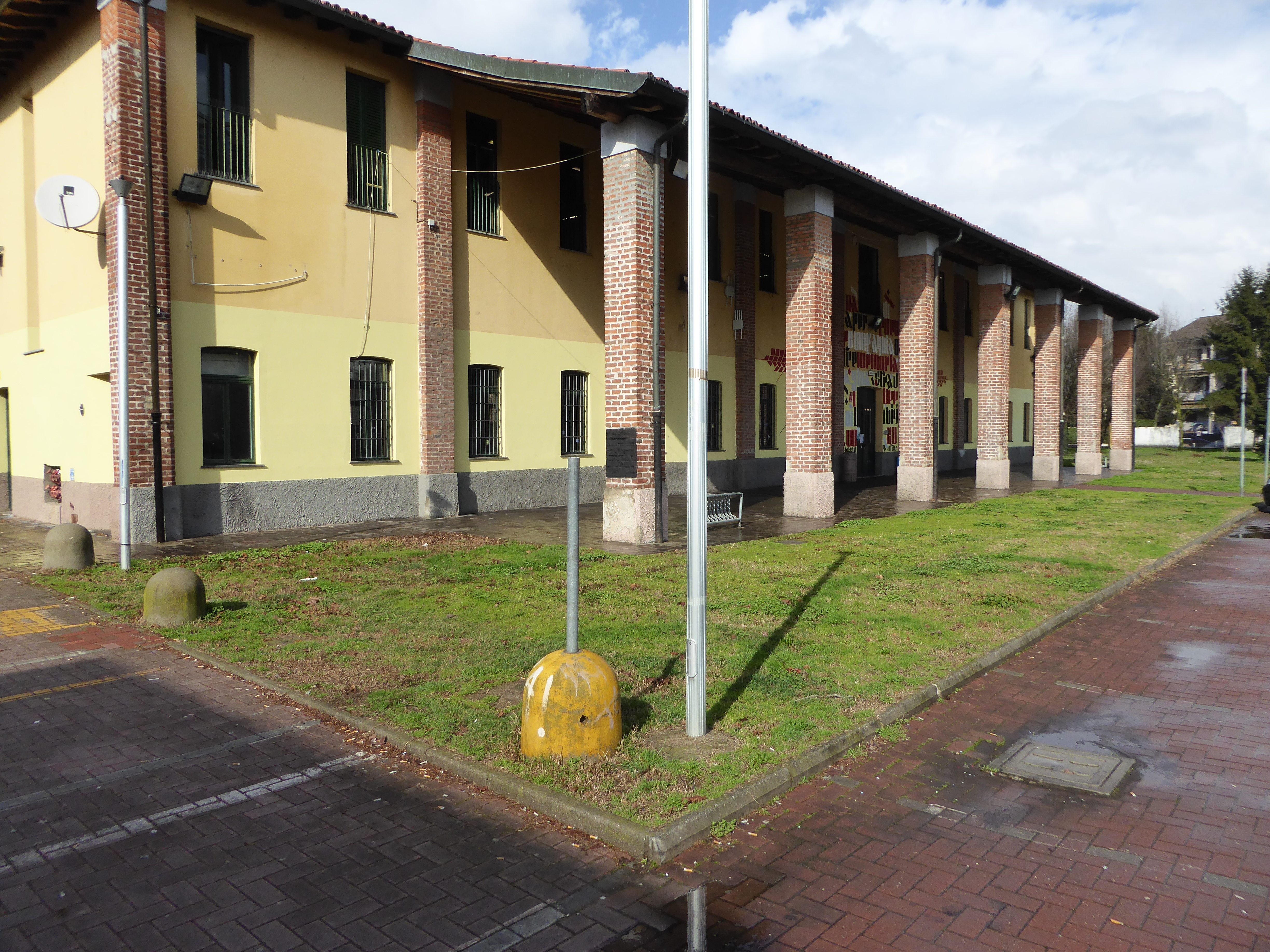
Facciata della sede della biblioteca di Buccinasco

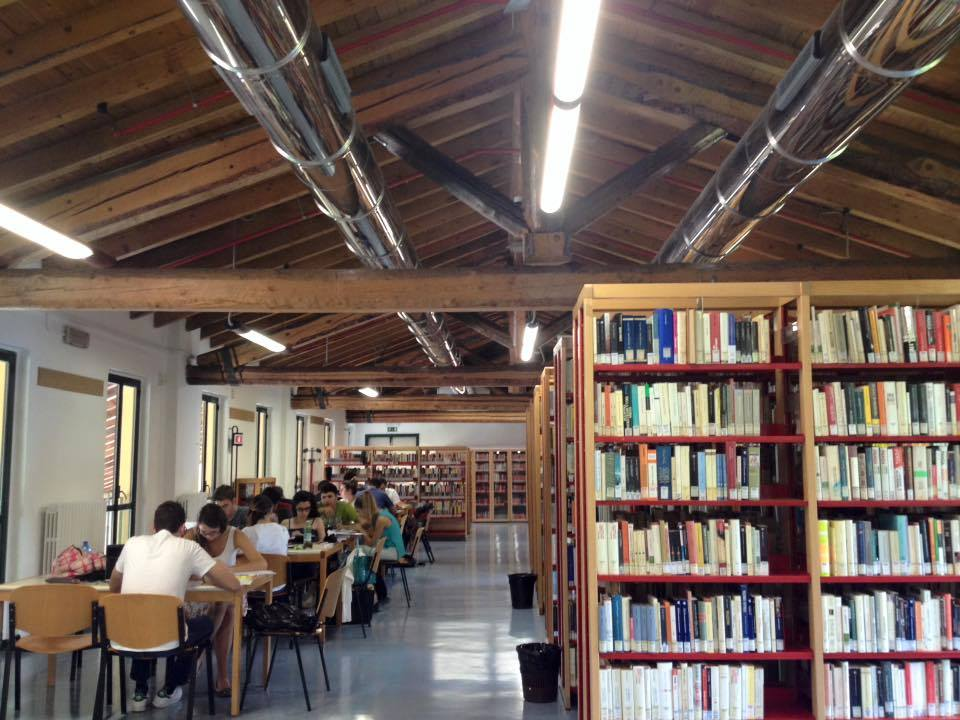
Interni della cascina Fagnana

- Cascinazza (o Cassinazza): è una cascina che si è trasformata in monastero: il Monastero Benedettino SS. Pietro e Paolo.[15] Tale mutamento avvenne nel 1971[16] dopo la ristrutturazione del 1970.[17] I monaci benedettini di questo monastero sono 15[18] e tutti appartenenti al movimento di Comunione e Liberazione. Si trova presso Gudo Gambaredo.  Un dettaglio d'importanza su questo monastero è che vi è la prima birra artigianale in Italia interamente prodotta dai monaci secondo l'antica tradizione della birra d'abbazia. I monaci, che hanno studiato dai loro confratelli in Belgio, seguono tutte le fasi della produzione.[19][20]
- Cascina Robbiolo: è una delle cascine più antiche, vi sono documenti del XII secolo che ve ne attestano l'esistenza.[21]
- Cascina Terradeo: è stata di recente inserita in un piano di riqualificazione.[22] Si trova presso Buccinasco Castello.
- Cascina Fagnana: costruita attorno al 1400 fu attiva fino al 1974 quando venne comprata dall'amministrazione comunale.[23] Viene utilizzata come sede della biblioteca civica.
- Cascina Molinetto: si trova presso Gudo Gambaredo.
- Cascina Parazzolo: si trova presso Gudo Gambaredo.
- Cascina Molino Bruciato: dà il nome a una via del comune.
- Cascina Crivelli: è una delle più antiche. Non è più attiva.

## Cultura

### Cinema
Nel 2019 esce il film Lo spietato, ambientato nella Milano da bere e con diverse sequenze girate a Buccinasco.

### Musica
Nel 1990 Nusrat Fateh Ali Khan visita Milano per sponsorizzare il suo album Mustt Mustt nei circoli fusion, si ferma nella città di Buccinasco e ne rimane incantato a tal punto che racconterà l'aneddoto della sua permanenza in diverse interviste.

## Geografia antropica
A seguito dell'immigrazione e del notevole boom edilizio, di fatto, Grancino, Rovido e Romano Banco si sono fusi in un unico agglomerato urbano, a sua volta attaccato a Corsico.
Attualmente le borgate di Buccinasco Castello e Gudo Gambaredo costituiscono le due frazioni del comune di Buccinasco. Esse sono situate al di là della Tangenziale Ovest e sono immerse nel Parco Agricolo Sud Milano. Buccinasco Castello e Gudo Gambaredo mantengono l'antico aspetto agreste che un tempo aveva l'intero comune di Buccinasco.
Più della metà della superficie di Buccinasco fa parte del Parco Agricolo Sud Milano, che occupa 637,4 ha sui 1202 ha totali del comune.
Vi sono numerosi laghetti artificiali. Tra essi spiccano: i laghi Pastorini, il lago Santa Maria e il lago Marzabotto.
In particolare il lago Santa Maria ospita al suo interno diverse attività di natura ludica come noleggi di canoe e altre attività balneari, oltre a vari eventi che si manifestano specialmente durante il periodo estivo.

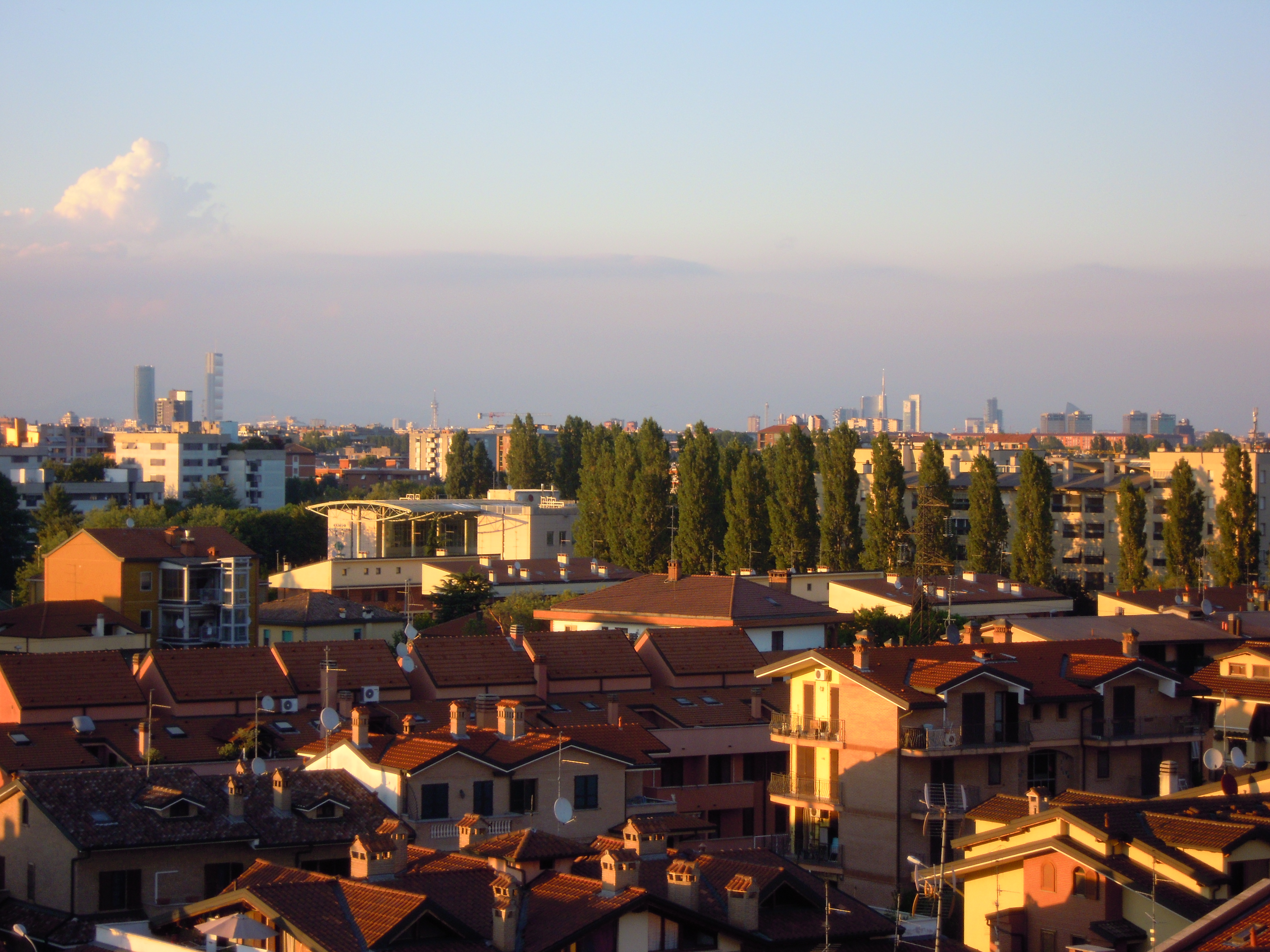
Buccinasco, in particolare la frazione di Romano Banco. Sullo sfondo è possibile vedere i grattacieli di Milano. (2017)

## Economia

### Aziende
- Nel 1983 nacque l'azienda Camomilla Milano, produttrice di accessori per la moda.

## Infrastrutture e trasporti
La città non dispone di un'uscita dedicata della Tangenziale Ovest di Milano, tuttavia attraverso l'uscita denominata come "Corsico-Gaggiano", attraversando  l'area industriale di Trezzano/Buccinasco si giunge al centro abitato.
Il comune di Buccinasco è servito da quattro autolinee gestite dall'ATM:
- 321 Milano (Bisceglie M1) - Buccinasco - Assago (Milanofiori Forum M2)
- 351 Milano (Piazzale Negrelli) - Buccinasco
- 325 Milano (Romolo M2) - Buccinasco
- 352 Buccinasco – Assago (Milanofiori Forum M2)

Un'altra linea, lo Stradabus, era gestita in cooperazione tra il Comune e l'ATM. Effettuava il collegamento diretto tra Buccinasco e Bisceglie M1, soppressa a fine luglio 2009.
Al suo posto, da settembre 2009, sono state istituite 2 nuove linee denominate "CityBus" le quali svolgono servizio di collegamento all'interno del territorio comunale.
Dal 5 agosto 2015, Buccinasco era entrata a far parte dell'area di servizio di Enjoy, un servizio di car sharing che opera nelle principali città italiane. Grazie a tale estensione, era possibile usufruire e parcheggiare le auto e scooter Enjoy su quasi tutto il territorio comunale. Dal 19 marzo 2018, tuttavia, avendo rilevato un numero di noleggi giornalieri di molto inferiori alla media, Enjoy ha cancellato dalle proprie aree di copertura tre comuni della provincia di Milano, tra cui Buccinasco.
A partire dal 21 novembre 2019, dopo circa un anno e mezzo di intese tra il comune e l'azienda Eni, il servizio torna sul territorio ma con condizioni diverse rispetto al passato. Non è più possibile parcheggiare l'auto ovunque ma solo nei pressi degli stalli comunali presenti vicino al confine milanese, indicati da segnaletiche e sulla mappa dell'area di copertura di Milano sul sito di Enjoy.
Nel 2018 viene iniziato uno studio di fattibilità per un eventuale prolungamento della linea M4 della metropolitana di Milano, che vedrebbe come capolinea la stazione di San Cristoforo. Lo studio ora si trova in modalità avanzata e prevede diversi scenari realizzabili tra cui scegliere che vedrebbe come risultato la realizzazione di una fino a tre fermate lungo il sud ovest milanese, comprendendo il comune di Buccinasco. Ad ottobre 2022 lo studio è ormai pronto e rifinito da tempo, ma risulta ignoto il momento in cui verrà stilato il progetto effettivo, nonostante l'analisi costi-benefici con risvolto positivo.
Il 12 Ottobre 2024 viene inaugurata l'intera tratta della metropolitana M4 Linate - San Cristoforo. In occasione dell'apertura del capolinea a sud ovest della città, il comune di Buccinasco ottiene un potenziamento sulle linee di superficie tramite il prolungamento della linea 325 fino a Buccinasco (limitato prima a Corsico).
Nel 2028 si prevede una stazione della M4 che collegherà il comune e quello di Corsico

## Amministrazione
| Periodo        | Periodo        | Primo cittadino              | Partito                 | Carica                    | Note   |
| -------------- | -------------- | ---------------------------- | ----------------------- | ------------------------- | ------ |
| 12 giugno 1994 | 24 maggio 1998 | Guido Lanati                 | Forza Italia            | sindaco                   |        |
| 24 maggio 1998 | 20 luglio 2001 | Guido Lanati                 | Forza Italia            | sindaco                   |        |
| 20 luglio 2001 | 27 maggio 2002 | Giuseppe Resta               |                         | commissario straordinario |        |
| 27 maggio 2002 | 28 maggio 2007 | Maurizio Carbonera           | L'Ulivo                 | sindaco                   |        |
| 28 maggio 2007 | 26 marzo 2011  | Loris Cereda                 | Il Popolo della Libertà | sindaco                   | [ 29 ] |
| 26 marzo 2011  | 7 maggio 2012  | Francesca Iacontini          |                         | commissario straordinario |        |
| 7 maggio 2012  | 12 giugno 2017 | Giambattista Maiorano        | Partito Democratico     | sindaco                   |        |
| 12 giugno 2017 | in carica      | Rino Carmelo Vincenzo Pruiti | centro-sinistra         | sindaco                   |        |

## Società

### Evoluzione demografica
- 80 nel 1751
- 167 nel 1805
- annessione a Gudo Gambaredo nel 1809
- 851 nel 1853 dopo l’annessione di Gudo Gambaredo, Romano Banco e Rovido
- 875 nel 1859
- 925 nel 1861
- 1763 nel 1871 dopo l’annessione di Grancino e Ronchetto sul Naviglio

Abitanti censiti

### Etnie e minoranze straniere
Al 31 dicembre 2023 la popolazione straniera era di 1 536 abitanti, pari al 5,76% della popolazione residente.

## Sport
A Buccinasco sono presenti diverse società sportive:
- A.S.D. Spartan Arena (attiva nelle Obstacle Course Race, Spartanrace).[32]
- A.S.D. Dojang Rising Hwarang (attiva nel Taekwondo).[33]
- Polisportiva Buccinasco (attiva nel calcio).[34]
- Centro Sportivo Romano Banco (calcio, pallavolo, ginnastica).[35]
- Polisportiva Sant'Adele (calcio, pallacanestro).[36]
- ASD Pallacanestro Buccinasco (pallacanestro).[37]
- ASD Enjoybike (mountain bike, downhill, ciclismo su strada).[38]
- ASD Olympia Pallavolo Buccinasco.[39]
- Pallanuoto Buccinasco "Azzurra nuoto".
- ASD Shoshin Shitōryū Karatedō (attiva nel Karate, Autodifesa).[40]